# Ортатюбе
Ортатюбе (ног. Орта-Тоьбе) — село (аул) в Ногайском районе Республики Дагестан. Административный центр Ортатюбинского сельсовета.

## Географическое положение
Расположено в 49 км к северо-западу от районного центра села Терекли-Мектеб, на канале Караногайская ветвь.

## История
Оседлый ногайский аул был основан в 1914 году. Тогда в новообразованном в ауле проживало 361 человека, в том числе 212 мужчин и 149 женщин.

## Население
| 1914 | 1926 | 1970 | 1989 | 2002  | 2010  | 2021 |
| ---- | ---- | ---- | ---- | ----- | ----- | ---- |
| 372  | ↗389 | ↗717 | ↗758 | ↗1157 | ↘1099 | ↘795 |

Национальный состав
По данным Всероссийской переписи населения 2010 года:
| Народ      | Численность, чел. | Доля от всего населения, % |
| ---------- | ----------------- | -------------------------- |
| ногайцы    | 979               | 89,1 %                     |
| даргинцы   | 85                | 7,7 %                      |
| кабардинцы | 14                | 1,3 %                      |
| другие     | 21                | 1,9 %                      |
| всего      | 1 099             | 100 %                      |

По данным переписи населения 2002 года, численность населения села составила 1157 жителей, в том числе 83 % — ногайцы.